# Uwe Wagschal
Uwe Wagschal (* 1966 in Lauffen am Neckar) ist ein deutscher Politikwissenschaftler und Hochschullehrer an der Albert-Ludwigs-Universität Freiburg.

## Leben
Wagschal studierte nach dem Abitur am Gymnasium Eppingen 1986 und dem anschließenden Grundwehrdienst ab dem Wintersemester 1987/88 Politische Wissenschaften und Volkswirtschaftslehre an der Universität Heidelberg. Dieses Studium schloss er 1992 mit der von Manfred G. Schmidt betreuten Magisterarbeit mit dem Titel Politische Bestimmungsfaktoren der Staatsverschuldung in westlichen Industrieländern ab. Im Juli 1993 erwarb er zudem nach einem Zusatzstudium mit der Diplomarbeit Mehr Beschäftigung durch ertragsabhängige Entlohnung? Die Konsequenzen des Weitzman-Plans das Diplom in Volkswirtschaftslehre (bei Jürgen Siebke). Im Mai 1996 wurde Wagschal in Heidelberg unter Betreuung von Schmidt und von Klaus von Beyme mit der Arbeit über Staatsverschuldung zum Dr. phil promoviert. In der Folge war er zunächst bis 1997 an der Universität Heidelberg als Wissenschaftlicher Angestellter, später als Wissenschaftlicher Assistent, tätig. 1997 wechselte er als Wissenschaftlicher Assistent an die Universität Bremen. Von 2001 bis 2003 arbeitete Wagschal beim Think Tank Avenir Suisse in der Schweiz.
Im Sommersemester 2002 hatte Wagschal einen Lehrauftrag an der Universität Zürich inne, im Sommersemester 2003 eine Vertretungsprofessur an der Universität München. Im folgenden Wintersemester übernahm er in München den zuvor vertretenen Lehrstuhl für Empirische Politikforschung und Policy Analysis selbst. 2005 wechselte er auf den Lehrstuhl für Vergleichende Regierungslehre an die Universität Heidelberg. Seit 2009 ist Wagschal ordentlicher Professor für Politikwissenschaft (Vergleichende Regierungslehre) an der Universität Freiburg. Neben seinen Professuren hatte Wagschal noch Rufe an die TU München, die Universität Innsbruck und die TU Braunschweig sowie weitere erste Listenplätze in Berufungsverfahren an der Ruhr-Universität Bochum und der LMU München (2007). Neben seiner Lehrtätigkeit war er in München Prodekan sowie Studiendekan in Freiburg.
Er übernahm Lehrtätigkeiten bzw. Lehraufträge an verschiedenen Universitäten: darunter die WU Wien, die Universität Zürich, die Universität Sankt Gallen, die Harvard University (Harvard College Europe Program 2012 und 2016), die Higher School of Economics (Moskau), die Zeppelin Universität Friedrichshafen (ZU), die Hochschule für Politik München (HfP) sowie die Willy Brandt Universität Erfurt.
Seit 2015 ist er Herausgeber der engl. Fachzeitschrift Statistics, Politics and Policy (SPP). Von 2016 bis 2022 leitete Wagschal mit dem Informatiker Bernd Becker an der Universität Freiburg das Projekt Debat-O-Meter, mit dem in Echtzeit TV-Debatten von Zuschauern bewertet werden können. Seit 2017 ist er wissenschaftlicher Leiter der Wahlhilfe WahlSwiper.
Uwe Wagschal ist verheiratet und hat zwei Kinder.

## Mitgliedschaften
Von 2006 bis 2020 war er Mitglied im Fachausschuss der Akkreditierungsagentur ACQUIN für Wirtschafts-, Rechts- und Sozialwissenschaften. Seit 2010 war stellvertretender und von März 2016 bis 2020 der Vorsitzende des Fachausschusses. Wagschal gehört den wissenschaftlichen Beiräten des Bertelsmann Transformation Index (BTI) und der Bertelsmann Sustainable Governance Indicators (SGI) an.
Wagschal war von 2023 bis 2025 Vorsitzender der Deutschen Gesellschaft für Politikwissenschaft (DGfP).

## Forschung und Schriften (Auswahl)
Wagschals Forschungsschwerpunkte liegen vor allem in der Vergleichenden Analyse Politischer Systeme, mit Schwerpunkten in der Analyse von Direkter Demokratie, Politischer Partizipation und Wahlen. Daneben ist die Policy-Analyse ein weiterer Schwerpunkt, hier vor allem die Finanzpolitik mit der Untersuchung der Bestimmungsfaktoren von Staatsverschuldung, Haushaltskonsolidierung und der Steuerpolitik. Zudem forschte er in der Vergangenheit zur Konfliktforschung, mit Blick auf die kulturellen und demographischen Ursachen (Youth Bulge) von Konflikten.
Wagschal hat verschiedene Monographien (in Auswahl) veröffentlicht:
- Staatsverschuldung: Ursachen im internationalen Vergleich. Leske und Budrich, Opladen 1996, ISBN 978-3-8100-1649-2 (Dissertation).
- Statistik für Politikwissenschaftler. De Gruyter Oldenbourg, Berlin u.a 1999, ISBN 978-3-486-23847-1 (Reprint).
- mit Daniele Ganser und Hans Rentsch: Der Alleingang: Die Schweiz 10 Jahre nach dem EWR-Nein. Orell Füssli, Zürich 2002, ISBN 978-3-280-05041-5. (in frz. Übersetzung: «Cavalier seul. La Suisse 10 ans après le Non a l’EEE» (2003))
- Steuerpolitik und Steuerreformen im internationalen Vergleich. Eine Analyse der Ursachen und Blockaden, Münster: Lit, 2005.
- mit Maximilian Grasl und Sebastian Jäckle: Arbeitsbuch empirische Politikforschung. Lit, Münster 2009, ISBN 978-3-8258-8856-5.
- zusammen mit Georg Wenzelburger: Haushaltskonsolidierung, Wiesbaden: VS-Verlag, 2008.
- zusammen mit Georg Wenzelburger, Thomas Metz und Tim Jäkel: Konsolidierungsstrategien der Bundesländer, Gütersloh, 2009 .
- zusammen mit Aurel Croissant, Nicolas Schwank und Christoph Trinn: Kultur und Konflikt in globaler Perspektive: Die kulturellen Dimensionen des Konfliktgeschehens 1945 – 2007, Gütersloh, 2009 (in engl. Übersetzung: Culture and Conflict in Global Perspective: The Cultural Dimensions of Global Conflicts 1945 – 2007, Gütersloh, 2010).
- mit Jan-Erik Lane: Culture and Politics: An Introduction to the Cultural Analysis of Politics, Oxford: Routledge, 2011.

Folgende Herausgeberschaften (in Auswahl):
- Hrsg. mit Georg Wenzelburger und Sebastian Jäckle: Vergleichende Politikwissenschaft: Institutionen – Akteure – Policies, Kohlhammer: Stuttgart, 2015.
- Öffentliche Finanzen im Umbruch, Herausgeber des Doppelheftes der Zeitschrift für Zeitschrift für Staats- und Europawissenschaften, Heft 2 und 3, 2014.
- Hrsg. zusammen mit Ulrich Eith und Michael Wehner: Der historische Machtwechsel: Grün-Rot in Baden-Württemberg, Nomos: Baden-Baden, 2013.
- Deutschland zwischen Reformstau und Veränderung. Ein Vergleich der Politik- und Handlungsfelder, Nomos: Baden-Baden, 2009.
- Hrsg. zusammen mit Markus Freitag: Direkte Demokratie – Bestandsaufnahmen und Wirkungen im internationalen Vergleich, Münster: Lit, 2007.
- Hrsg. zusammen mit Herbert Obinger und Bernhard Kittel: Politische Ökonomie, Opladen: Leske und Budrich (UTB-Blaue Lehrbuchreihe), 2003.
- Hrsg. zusammen mit Hans Rentsch: Der Preis des Föderalismus, Zürich: Orell Füssli, 2002.
- Hrsg. zusammen mit Herbert Obinger: Der gezügelte Wohlfahrtsstaat. Sozialpolitik in reichen Industrienationen, Frankfurt a. M. und New York: Campus, 2000.
- Hrsg. zusammen mit Stephan Leibfried: Der deutsche Sozialstaat: Bilanzen – Reformen – Perspektiven, Frankfurt a. M. und New York: Campus, 2000.

Fachaufsätze (in Auswahl):
- mit Herbert Obinger: Drei Welten des Wohlfahrtsstaates? Eine clusteranalytische Überprüfung des Stratifizierungskonzeptes von Esping-Andersen. ZeS, Bremen 1997.
- Schranken staatlicher Steuerungspolitik: Warum Steuerreformen scheitern können. ZeS, Bremen 1998.
- mit Herbert Obinger: Der Einfluß der Direktdemokratie auf die Sozialpolitik. ZeS, Bremen 1999.
- Der Parteienstaat in Deutschland und die parteipolitische Zusammensetzung seiner Schlüsselinstitutionen, in: Zeitschrift für Parlamentsfragen, Heft 4, 2001, S. 861–886.
- Direkte Demokratie in der Schweiz und die Wirkung auf die Staatstätigkeit, in: dms – Der moderne Staat, Jg. 16, Heft 1/2023, S. 40–62.
- It’s the emotion, stupid! Emotional responses to televised debates and their impact on voting intention”, in: Open Political Science, 2022; 5: S. 13–28, mit Thomas Waldvogel, Pascal König, Samuel Weishaupt, Linus Feiten und Bernd Becker. doi:10.1515/openps-2022-0146.
- The influence of democracy, governance, and government policies on the Covid-19 pandemic mortality, in: European Policy Analysis, S. 231–247, 2022. DOI:10.1002/epa2.1146

Insgesamt hat Wagschal 49 Aufsätze in referierten Fachzeitschriften und rund 110 weitere Aufsätze in nicht begutachteten Zeitschriften und Büchern veröffentlicht.
Wagschal hat zahlreiche Artikel in Zeitungen wie der Frankfurter Allgemeinen Zeitung (FAZ), der Neuen Zürcher Zeitung (NZZ), die WELT, der Weltwoche, dem Weser Kurier, der Heilbronner Stimme, der BILANZ, l’AGEFI, Le Temps, der Berner Zeitung, le Bilan, der Manager BILANZ der Badischen Zeitung und auf Focus Online veröffentlicht.